# Eufriesea limbata
Eufriesea limbata är en biart som först beskrevs av Alexander Mocsáry 1897.  Eufriesea limbata ingår i släktet Eufriesea, tribus orkidébin, och familjen långtungebin. Inga underarter finns listade.